# Henrik Andersen
Henrik Andersen (* 7. květen 1965, Amager) je bývalý dánský fotbalista. Nastupoval především na postu krajního obránce.
S dánskou reprezentací vyhrál Mistrovství Evropy 1992, na šampionátu nastoupil ke čtyřem zápasům. Hrál i na mistrovství světa v Mexiku roku 1986. V národním týmu působil v letech 1985–1994 a odehrál 30 utkání, v nichž vstřelil 2 branky.
S Anderlechtem Brusel vyhrál Pohár UEFA 1982/83.
S Anderlechtem se stal rovněž třikrát mistrem Belgie (1984/85, 1985/86, 1986/87) a dvakrát získal belgický pohár (1987/88, 1988/89). Zajímavostí je, že ač Dán, nikdy nehrál první dánskou ligu, šel z druholigového Fremadu Amager rovnou do zahraničí, do Anderlechtu, druhou část kariéry pak strávil v dresu bundeligového 1. FC Köln.